# Eshkanān
Eshkanān (persiska: اشکنان) är en ort i Iran.   Den ligger i provinsen Fars, i den södra delen av landet, 1 000 km söder om huvudstaden Teheran. Eshkanān ligger 391 meter över havet och antalet invånare är 7 513.
Terrängen runt Eshkanān är kuperad söderut, men norrut är den platt. Runt Eshkanān är det glesbefolkat, med 11 invånare per kvadratkilometer. Eshkanān är det största samhället i trakten. Trakten runt Eshkanān är ofruktbar med lite eller ingen växtlighet.